# Küsten
Küsten est une municipalité allemande du land de Basse-Saxe et l'Arrondissement de Lüchow-Dannenberg.

## Quartiers
- Göttien